# Paladins du CMR à Kingston
Pour les articles homonymes, voir Paladins.
Les Paladins est le nom porté par les équipes sportives interuniversitaires représentant le Collège militaire royal du Canada, situé à Kingston, Ontario, Canada.

## Équipes interuniversitaires[4]
- Escrime (M/F)
- Football (M/F)
- Hockey sur glace (M)
- Rugby à XV (M)
- Volley-ball (M/F)

## Histoire
Le surnom « Redmen » (littéralement « hommes rouges ») était devenu populaire parmi les étudiants du CMR à Kingston après la Seconde Guerre mondiale. Cependant, en 1996, le CMR a commencé le processus de choisir un nouveau surnom pour les équipes universitaires du CMR parce que n'était plus considéré comme approprié car :
- Le CMR a commencé à accepter des étudiantes féminines depuis 1980, mais le nom «Redmen» signifie seulement les étudiants masculins ;
- Après que le Collège militaire royal à Saint-Jean-sur-Richelieu fut fermé, une grande quantité des étudiant[e]s francophones ont transféré au CMR à Kingston. Mais le nom «Redmen» n'était pas devenu populaire parmi ces étudiant[e]s francophones ;
- Le nom « Redmen » est considéré parfois comme irrespectueux aux Premières Nations.

En séptembre 1997, le CMR a inauguré son nouveau surnom — «Paladins».
|  |  |